# 同位素分离
同位素分离通过将某种化学元素的其它类型的同位素去除而达到浓缩某种特殊的同位素的目的。例如，通过同位素分离可以将天然铀分离成浓缩铀和贫铀，这是为核电站以及铀核武器制造铀燃料的关键技术。钚核武器所使用的钚在反应堆中制成，同样需要制备某种特别的同位素。同位素分离的理论由查尔斯·汤斯首先提出。化学元素的提纯可以通过化学过程，但是由于相同元素的同位素拥有几乎完全相同的化学性质，使得化学方法几乎无法分离同位素，除非是分离氘。

## 分离技术
分离同位素的方法主要有三种：
1. 利用不同同位素相对原子质量的不同进行物理分离。
2. 利用不同同位素相对原子质量的不同造成其在同一化学反应中反应速率的差别进行分离。
3. 与同位素相对原子质量无关的方法（如原子核共振）进行分离。此方法仍在实验阶段。

实际中应用的分离技术都在某种程度上利用了同位素相对原子质量上的差异。
就一般情况而言，不同同位素相对原子质量的差异比较大，分离则相对容易。比如，氘的原子核的质量几乎是氕的两倍，因此，提纯氘要比在天然铀中分离铀-235与铀-238更容易。更极端的例子是将裂变物质钚-239和杂质钚-240分离，该项分离难度极大。

## 多级浓缩
大规模的同位素分离方案通常会采用一系列相似的结构，每一级都将前一级的产物继续浓缩后提供给下一级，使同位素得到多次浓缩、富集。类似的，每一级产生的尾料都交返前一级再处理。这样形成的同位素提纯系统称为多级结构。
影响多级结构分离同位素性能的因素主要有以下两点：
1. 达到所需纯度的分级数。
2. 同位素分离因子D（D是一个大于１的实数），其计算公式如下（M1与M2分别表示两种同位素的相对原子质量）：

{\displaystyle D={\sqrt {\frac {M_{1}}{M_{2}}}}}

## 商业材料
到目前为止，大规模的商业化的同位素分离仅仅限于以下三种元素。每一中元素中，两种最常见的同位素中较为稀少的那个在核技术中有重要的应用，需要被浓缩提纯。
- 铀同位素需要被分离以提供浓缩铀作为核反应堆的燃料或者用于核武器中
- 氢同位素需要被分离以提供重水作为核反应堆中的中子减速剂
- 锂-6需要被提纯以应用于热核武器中。

其他的一些经过提纯的少量同位素会用于特殊的应用中，特别是半导体工业。经过提纯的硅会拥有更完美的晶体结构和热传导性能。
同位素分离在民用和军用核技术中都有着重要应用，因此一个国家进行同位素分离的能力是其智库非常关心的问题。

## 替代方式
唯一能够替代同位素分离的方法是在制备所需要的同位素就将它提纯。这可以通过对一个合适的目标进行辐射，但是需要注意选择合适的目标以及注意其他的一些因素，以使得所需要的同位素是该元素惟一的产物。若生成其他元素的同位素并不是很大的问题，因为我们可以使用化学方法将它们除去。
在制备核武器所使用的高纯度钚-239时就需要注意这个问题。将钚-239与钚240或者钚241分离是非常困难的事情。裂变物质钚-239通过铀-238俘获一个中子而得到，但是再俘获一个中子将得到非裂变物质钚-240，更坏的情况是得到钚-241。因此，生产军用钚的铀只能接受辐射比较短的时间，以尽量减少不需要的同位素。

## 实际使用的分离方法

### 扩散
扩散通常使用气体，但是也会使用液体。扩散方式的原理是在热平衡时，两种具有相同能量的同位素的平均速度会有所不同。较轻的原子（或者包含有该原子的分子）的速度运动的更快，也更容易穿过薄膜。由于速度之比与与质量比的平方根成正比，分离的效率其实并不高，因此为了得到高纯度需要很多级来进行分离。由于需要推动气体穿过薄膜，同时需要非常多的分级扩散装置，这种方法的成本非常高。
美国在橡树岭国家实验室建成了世界上第一个大型气体扩散分离工厂，以大规模分离铀的同位素。该工厂是曼哈顿工程的一部分。工厂中使用了六氟化铀气体来进行分离。

### 气体离心法

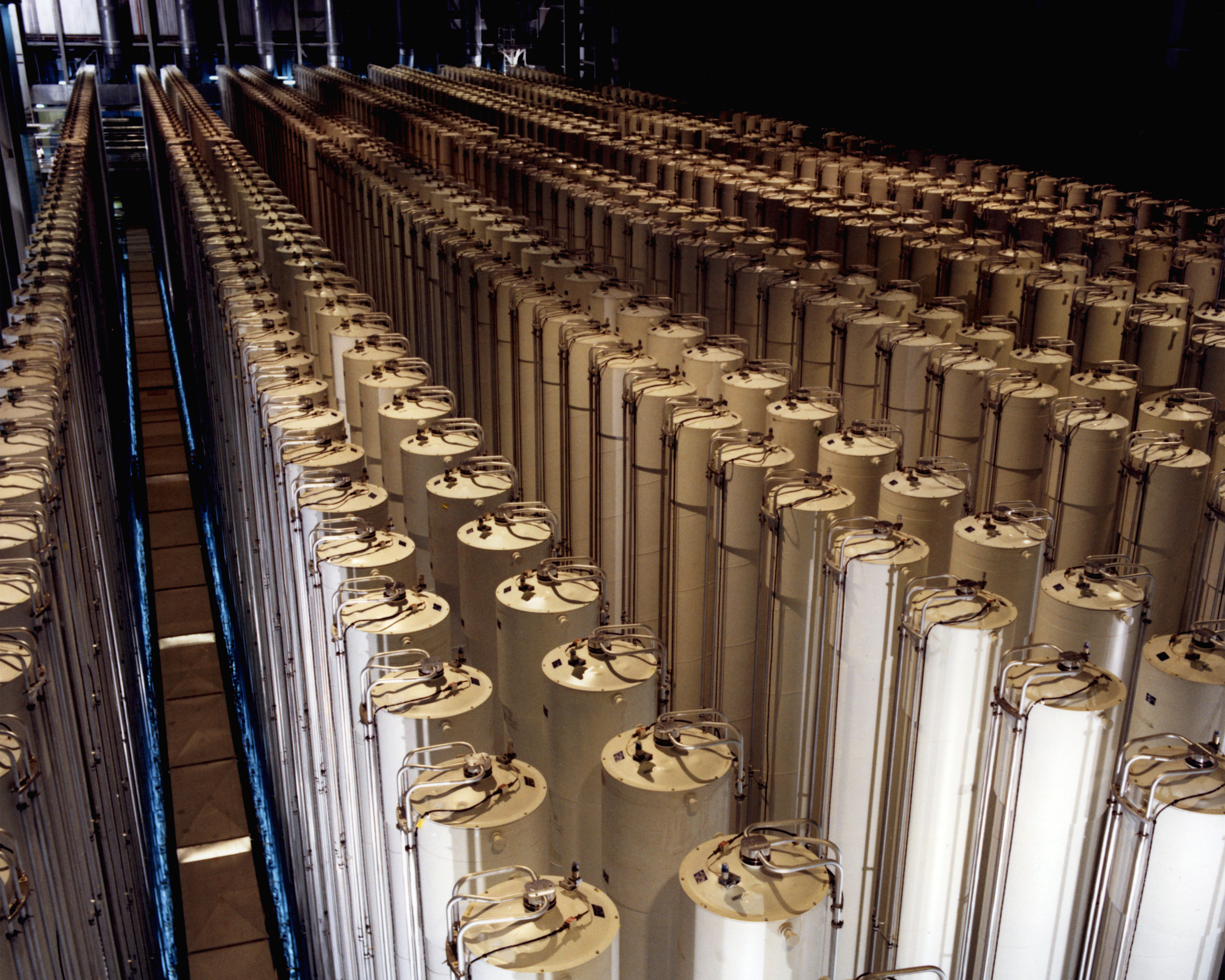
美国铀浓缩工厂中使用的多级气体离心机。

气体离心法利用离心作用通过快速地旋转物质，使不同核素分离。该过程通常通过使用Z型离心机分离气体完成。
弗朗西斯·阿斯顿和弗雷德里克·林德曼于1919年提出利用离心机来分离同位素。在1936年，傑西·韋克菲爾德·比姆斯（Jesse Wakefield Beams）和F. B. Haynes使用这种方法成功分离了氯的同位素。然而，在曼哈顿工程中，这种方式因产量太低而未被选用。但是在现代，这种方式成为了分离铀的同位素的主要方式，气体离心法也因此成为了一种相对保密的技术，阻碍了各国对这个技术的理解及掌握。
外界气体离心法的主要了解有：气体离心法的大致过程为UF6气体先被送进中心层，随后送入其他级。 由于达到同样的浓度气体离心法需要的级数比较少，消耗的能量也就大幅度下降。实际上，在如今生产浓缩铀的过程中，气体离心技术已经替代了气体扩散技术。
由于达到同样的浓度需要的能量比较少，工厂的规模也得以大幅减小，使得一些较小的国家也有可能试图生产核武器。巴基斯坦的核武器中的铀很可能就是采用这种方式进行生产的。

#### 其他离心分离技术
- 南非在其的赫利孔涡流分离中使用了涡流管来进行同位素分离。气体被注入一个有特殊几何形状的空间后，空间的特殊形状可以使气流旋转得非常快，并使同位素分离。由于涡流管没有可移动的零件，这种方式非常简单，但是需要大量的能量。这种方式所需的能量大约是气体离心法的50倍。

- 一个七赫利孔涡流分离但较为简单的名为“喷气机喷口”的方法后来在德国创立，德国在巴西建造了一个示范工厂，同时正努力建造一个能够提供他们国家国家核电站所需燃料的工厂。

### 电磁场

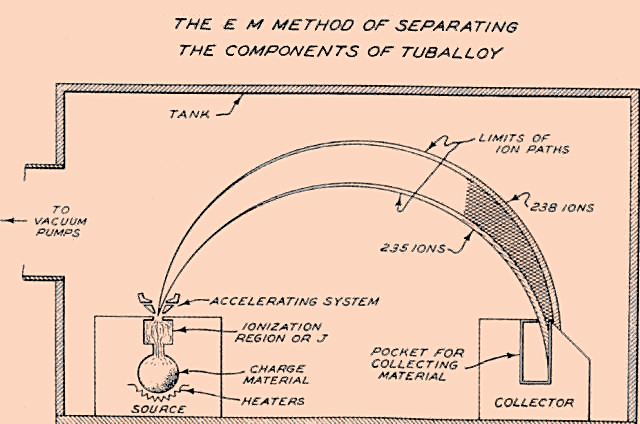
使用电磁同位素分离器对铀同位素素分离的示意图

这种方法是一种质谱法，同时这也是该方法的另一个名字。它利用带电粒子在磁场作用下会发生偏转，而偏移量于例子的质量有关这个性质将同位素分离。由于这种方法的产量极低，通过该方法分离同位素的成本非常高昂，但是分离的纯度相当高。这种方法经常被用来处理很少量纯粹的同位素为研究或者其他特殊的应用（如同位素示踪）使用，但是无法用于大规模的工业化生产。
在橡树岭和伯克利加州大学， 欧内斯特·劳伦斯研究了电磁法分离铀。美国第一颗原子弹使用的大部分铀都是由这个方法提供的（参见曼哈顿工程）。使用这个原理分离的设备被称为卡留管。战后，由于这种方法很不实用而几乎被舍弃。它仅仅在不计代价的保证需要足够的核原料的情况下才被采用。它在战后的主要工作是将气体扩散工厂生成的核原料进行进一步的浓缩。

### 激光
在这种方法中，激光被调整为某一个适当的波长使得核原料中仅仅某一中同位素可以被激发和电离。同位素对光的共振吸收与原子核的质量和某种电子与原子核间超精细作用有关，因此可以通过精确调节激光的波长使其仅与某种特定的同位素发生作用。原子核电离以后，它可以通过施加一个外加的电场从样品中移除。这种方式经常被称为原子蒸汽激光同位素分离。这种方法在近年来激光技术改进后才发展起来，但是现在仍然没有大规模使用。然而，由於與其它方法相比，这种方法可能成本更加低，也更容易被隐藏，这种方法在核扩散领域内引起广泛关注。这种方法中使用的可调谐激光包括染料激光和更新的激光二极管。
激光同位素分离的第二种方法被称为分子激光同位素分离。这种方法使用红外激光来照射六氟化铀气体，并将那些包含有铀-235原子核的分子激发。第二个激光可以将一个氟原子从被激发的分子中释放出来，形成五氟化铀，而这种物质可以从气体中沉淀出来。由于这种方法的产物五氟化铀必须重新被氟化成六氟化铀才能进行下一级提纯，这种方法很难以被多极化。这种方法如今正在被改进，以使得仅仅通过一级就可以将铀-235的浓度提升至95%。这个方法目前仍无法工业化。
最后，由澳大利亚的西勒克斯系统公司开发的第三代激光铀浓缩技术SILEX最近被授权给通用电气，以建立一个小规模的浓缩工厂。这种方法同样使用六氟化铀作为原料，在同位素被电离以后使用磁场将其分离出去。进一步的技术细节没有被透露。

### 化学方法
尽管通常情况下人们认为同种元素的不同同位素拥有相同的化学性质，但严格来说这并不成立。其实，原子质量会非常轻微的影响反应速度。
利用化学方法进行分离较轻的原子核将会更加有效，比如分离氢的同位素。轻一些的同位素更容易发生反应，蒸发的也比重同位素快，这样就可以通过化学方法将他们分离。这也是商业化重水的生产方法，技术细节参见Girdler硫化过程。轻一些的同位素在电场的作用下分离的更快。在德国尤坎的重水生产基地就利用这个性质进行了多级工业化生产。
利用动力学同位素效应对同位素进行分离的备选方案可能最终被用于分离氚。将氚化的甲酸阴离子氧化为氚化水的效应如下：
| k(HCO2-) = 9.54 M−1s−1 | k(H)/k(D) = 38  |
| k(DCO2-) = 9.54 M−1s−1 | k(D)/k(T) = 8.1 |
| k(TCO2-) = 9.54 M−1s−1 | k(H)/k(T) = 305 |

### 重力
碳、氧和氮的同位素可以通过在很高的分离塔（大约70到200米）中将它们的气体单质或者气体化合物冷却至接近液化温度从而得到分离。比较重的元素会下沉，而比较轻的元素会上浮，这样就很容易被收集了。这种方式在1960年代末由洛斯阿拉莫斯国家实验室的科学家发明（页面存档备份，存于）。 这种方式也被称为低温蒸馏。

## 分离功单位
分离功单位是一个复杂的计量单位。它是用于处理的铀的数量和得到的纯度的函数，也就是铀-235在经过浓缩以后的所增加的比例。如果原料和产物的数量都使用千克进行计算，这个计量单位被用於衡量分离单位质量的同位素所消耗的能量。
例如，如果有100千克天然铀，那么需要60SWU易产生10千克的U-235纯度为4.5%的铀。